# Günter Erdmann
Günter Erdmann (* 1921; † nach 1955) war ein deutscher Kommunalpolitiker (SED).

## Leben und Wirken
Nach dem Schulbesuch schlug er eine Ausbildung zum Technischen Zeichner ein. 1950 erhielt er mit seinem Arbeitskollektiv bei der SDAG Wismut in Johanngeorgenstadt im Erzgebirge den Nationalpreis II. Klasse verliehen. Er war Mitglied der SED und stellte sich am 25. Januar 1952 der Wahl zum Oberbürgermeister des Stadtkreises Johanngeorgenstadt. Dabei erhielt er 39 von 41 Stimmen.
Am 23. April 1952 nahm Erdmann die feierliche Grundsteinlegung der Neustadt von Johanngeorgenstadt vor. Im März 1955 erfolgte seine Abordnung an eine SED-Parteischule. Er kehrte nicht mehr nach Johanngeorgenstadt zurück. Im August 1955 übernahm Wilhelm Weber als neuer Oberbürgermeister den Stadtkreis Johanngeorgenstadt.